# ウィリー・エイキンズ
ウィリー・メイズ・エイキンズ（Willie Mays Aikens , 1954年10月14日 - ）は、アメリカ合衆国サウスカロライナ州セネカ出身の元プロ野球選手（一塁手）。右投げ左打ち。
カンザスシティ・ロイヤルズの中心選手として一時期活躍した。現役引退後の1994年にクラック・コカイン販売の罪4件とコカイン販売時の銃器使用の罪1件で懲役20年の判決を受けて服役し、2008年の連邦量刑ガイドライン改正により、釈放された。

## 経歴

### 現役時代
貧困の家庭で生まれ育った。学生時代は野球のみならず、サッカーやバスケットボールでも傑出した才能を発揮した。1975年1月のMLB2次ドラフト1巡目で全体2位指名を受け、MLBのカリフォルニア・エンゼルスに入団した。
1977年5月17日の対ボストン・レッドソックス戦でMLBデビュー。
1979年はエンゼルスの正一塁手に定着し、打率.280・21本塁打・81打点を記録した。しかし、12月6日にトレードでカンザスシティ・ロイヤルズへ移籍した。
1980年は打率.278・20本塁打・98打点の成績で、本塁打数と打点数はジョージ・ブレットに次いでチーム2位を記録した。この年のロイヤルズはリーグチャンピオンシップシリーズでニューヨーク・ヤンキースを3連勝で下し、フィラデルフィア・フィリーズとのワールドシリーズに進出を果たした。エイキンズはワールドシリーズの第1戦と第4戦で2本塁打ずつ放ち、第3戦では勝利打点を挙げるなど、6試合で打率.400を記録したが、チームは2勝4敗でワールドチャンピオンを逃した。同一シリーズで1試合2本塁打を2度記録している選手は他に2009年のチェイス・アトリーのみである（2024年終了時）。
1983年に規定打席未到達ながら、125試合出場で打率.302・23本塁打・72打点を記録した。オフにコカイン所持の容疑で逮捕。11月17日に有罪判決を受け、チームメイトのウィリー・ウィルソン、元チームメイトのバイダ・ブルー、ジェリー・マーティンと共に懲役3ヶ月を言い渡された。12月20日にロイヤルズがトロント・ブルージェイズとの間でトレードを成立させ、ブルージェイズへ移籍した。
MLBコミッショナーのボウイ・キューンから1年間の出場停止処分を受けたが、その後に処分が見直されて1984年5月15日に復帰した。1984年は93試合に出場して打率.205・11本塁打に終わった。
1985年はシーズンのほとんどを傘下AAA級シラキュースで過ごした。また、ピッツバーグ薬物裁判に関連して大陪審に召喚されて証言した。
その後は1986年から1991年までメキシカンリーグのプエブラ・エンゼルス、ハリスコ・チャロース、レオン・ブレーブス、モンテレイ・インダストリアレスに所属した。
1986年オフに日本プロ野球のヤクルトスワローズがエイキンズの獲得を目指し、エイキンズ自身も日本でのプレーに興味を持っていたが、交渉直前になってヤクルト本社から「健康を売り物にしている会社。企業イメージが悪くなる」という懸念が指摘され、解雇する予定だったマーク・ブロハードは残留、入団は幻に終わった。

### 引退後
エイキンズは1991年から1994年までドラッグを常用していた。警察は1993年12月にエイキンズが自宅で麻薬を密売したとの情報を得て、彼の住むマンションを監視下に置いた。エイキンズの家に出入りする多数の人物を観察した後に短期間の滞在を終了した。1994年3月2日に女性私服警官への複数回に渡るクラック・コカインの販売により、自宅で逮捕された。同年12月12日に開催された複合量刑の公聴会で判決が下り、連邦量刑ガイドラインに基づいてコカイン販売では最高刑となる懲役15年8ヶ月に、コカイン販売時に弾丸を充填した銃器を所持していた罪で5年が加えられた。。
連邦量刑ガイドラインの改正に伴い、2008年6月4日に釈放された。11月にカンザスシティ・スター紙を通じてロイヤルズのファンやカンザスシティの人々に対して謝罪した。

## 詳細情報

### 年度別打撃成績
| 年 度    | 球 団    | 試 合 | 打 席 | 打 数 | 得 点 | 安 打 | 二 塁 打 | 三 塁 打 | 本 塁 打 | 塁 打 | 打 点 | 盗 塁 | 盗 塁 死 | 犠 打 | 犠 飛 | 四 球 | 敬 遠 | 死 球 | 三 振 | 併 殺 打 | 打 率 | 出 塁 率 | 長 打 率 | O P S |
| -------- | -------- | ----- | ----- | ----- | ----- | ----- | -------- | -------- | -------- | ----- | ----- | ----- | -------- | ----- | ----- | ----- | ----- | ----- | ----- | -------- | ----- | -------- | -------- | ----- |
| 1977     | CAL      | 42    | 101   | 91    | 5     | 18    | 4        | 0        | 0        | 22    | 6     | 1     | 2        | 0     | 0     | 10    | 2     | 0     | 23    | 1        | .198  | .277     | .242     | .519  |
| 1979     | CAL      | 116   | 447   | 379   | 59    | 106   | 18       | 0        | 21       | 187   | 81    | 1     | 3        | 0     | 6     | 61    | 8     | 1     | 79    | 10       | .280  | .376     | .493     | .869  |
| 1980     | KC       | 151   | 623   | 543   | 70    | 151   | 24       | 0        | 20       | 235   | 98    | 1     | 0        | 0     | 9     | 64    | 3     | 7     | 88    | 23       | .278  | .356     | .433     | .789  |
| 1981     | KC       | 101   | 419   | 349   | 45    | 93    | 16       | 0        | 17       | 160   | 53    | 0     | 0        | 0     | 5     | 62    | 12    | 3     | 47    | 11       | .266  | .377     | .458     | .836  |
| 1982     | KC       | 134   | 519   | 466   | 50    | 131   | 29       | 1        | 17       | 213   | 74    | 0     | 1        | 0     | 5     | 45    | 7     | 3     | 70    | 19       | .281  | .345     | .457     | .802  |
| 1983     | KC       | 125   | 458   | 410   | 49    | 124   | 26       | 1        | 23       | 221   | 72    | 0     | 0        | 0     | 1     | 45    | 9     | 2     | 75    | 16       | .302  | .373     | .539     | .912  |
| 1984     | TOR      | 93    | 265   | 234   | 21    | 48    | 7        | 0        | 11       | 88    | 26    | 0     | 0        | 0     | 0     | 29    | 1     | 2     | 56    | 6        | .205  | .298     | .376     | .674  |
| 1985     | TOR      | 12    | 24    | 20    | 2     | 4     | 1        | 0        | 1        | 8     | 5     | 0     | 0        | 0     | 1     | 3     | 0     | 0     | 6     | 1        | .200  | .292     | .400     | .692  |
| MLB：8年 | MLB：8年 | 774   | 2856  | 2492  | 301   | 675   | 125      | 2        | 110      | 1134  | 415   | 3     | 6        | 0     | 27    | 319   | 42    | 18    | 444   | 87       | .271  | .354     | .455     | .809  |

- 各年度の太字はリーグ最高

### 背番号
- 22 （1977年 - 1979年）
- 24 （1980年 - 1985年）